# Ice Age 3 – Die Dinosaurier sind los
Ice Age 3 – Die Dinosaurier sind los (englischer Originaltitel: Ice Age: Dawn of the Dinosaurs) ist ein US-amerikanischer Computeranimationsfilm aus dem Jahr 2009. Neben der normalen Kinofassung gibt es noch eine Version mit 3D-Effekten. Er ist die Fortsetzung von Ice Age (2002) und Ice Age 2 – Jetzt taut’s (2006). Fortgesetzt wurde die Serie 2012 mit Ice Age 4 – Voll verschoben sowie 2016 mit Ice Age – Kollision voraus!.

## Handlung
Die Mammuts Manni und Ellie, das Faultier Sid, der Säbelzahntiger Diego und die Opossums Crash und Eddie leben zusammen in einer Herde. Manni und Ellie erwarten ihr erstes Baby, so dass Manni nur noch darauf aus ist, ihr beider Leben sicher und behaglich zu machen. Diego befürchtet, verweichlicht zu sein, und erwägt, die Herde zu verlassen. Der tollpatschige Sid wünscht sich nun auch eine Familie und gerät an ein paar Eier, aus denen bald darauf kleine Tyrannosaurus rex schlüpfen. Sid hat sie nicht unter Kontrolle, und bald verursachen sie großes Chaos in der Herde. Doch dann taucht deren Mutter auf und nimmt ihre Kinder samt Sid mit sich. Diego, Manni, Ellie, Crash und Eddie folgen ihnen und gelangen so in einen Dschungel unter dem Eis, in dem Dinosaurier überlebt haben.
Dort treffen sie auf ein einäugiges Wiesel namens Buck, welches sie zu den Lava-Fällen führt, zu denen der Tyrannosaurus Sid gebracht hat. Buck hat in der Dinosaurierwelt mittlerweile seinen Verstand verloren; er spricht mit sich selbst, genießt Stunts auf Leben und Tod und hat eine persönliche Vendetta mit Rudy, einem Albino-Baryonyx, die ihn sein Auge gekostet hat und dem Buck dafür einen Zahn ausgeschlagen hat, welchen er als Messer benutzt. Rudy bleibt überwiegend eine düstere und geheimnisvolle Gestalt, man hört und sieht nur, dass er viel größer ist als die Dinomutter, die ihn fürchtet. Währenddessen wurde Sid doch nicht verspeist, sondern von der Dinosauriermutter akzeptiert und aufgenommen. Eines Tages jedoch wird er von Rudy angegriffen. Als Sid zur Flucht auf die Lavaflüsse zuläuft, kommt jedoch die nächste Gefahr; Rudys gewaltiger Auftritt zerstört das Ufer und es wird zu großen Plattformen, die den Lavafluss hinuntertreiben. Und so treibt Sid auf die Lavafälle zu und droht hinunterzufallen. Zwischenzeitlich trennen sich Manni und Diego von Buck, Crash und Eddie. Ellie ist während eines Erdrutschs die Einzige geblieben, die nicht mit in die Tiefe gerutscht ist. Manni und Diego machen sich auf den Weg zu Ellie, die nicht nur von Guanlong angegriffen wird, sondern auch Wehen bekommt. Manni bleibt erst unten in der Schlucht, um die Guanlongs aufzuhalten, während Diego sich an den Aufstieg macht. Vor ihm taucht ein Guanlong auf und scheint als Erster Ellie zu erreichen. Doch Diego, der schon vorher mit Konditionsproblemen zu kämpfen hatte, bleibt hart, überwindet seine Schwäche und kann so Ellie vor dem Angriff bewahren. Unten kämpft Manni derweil gegen die nachrückenden Angreifer und es gelingt ihm, deren Höhle zu versiegeln und sie einzusperren. Als auch er sich auf den Weg nach oben macht, kämpft Diego mit den bereits aufgestiegenen Sauriern und kann sie wieder nach unten schleudern. Manni kommt rechtzeitig oben an, um mitzuerleben, wie seine Tochter auf die Welt kommt; die beiden beschließen, ihre Tochter Peaches zu nennen. Währenddessen sind Buck, Crash und Eddie auf dem Weg, Sid zu retten. Dazu kapert Buck kurzerhand einen Pteranodon, auf dem die Drei in Richtung der Lavafälle fliegen. Dabei werden sie von einigen Quetzalcoatlus beobachtet, verfolgt und schließlich auch angegriffen. Bevor sie Sid erreichen, wird Buck gezwungen den Kurs zu ändern, um nicht abgeschossen zu werden. Dabei entbrennt ein rasanter Luftkampf zwischen Felsen und Saurierbeinen. Crash und Eddie werden von Buck dazu gebracht, Früchte einzusammeln, die sie anschließend als Abwehrgeschosse einsetzen. Crash und Eddie haben sichtlich Spaß und ihnen gelingt es auch, viele der Angreifer abzufangen. Doch bei einem riskanten Frontalangriff verliert der Flugsaurier des Dreiergespanns das Bewusstsein. Crash und Eddie übernehmen das Steuer, während Buck zur Nase klettert und mit Mund-zu-Mund-Beatmung beginnt. Es gelingt ihm, den trudelnden Saurier zu wecken und die Kontrolle zurückzuerlangen, kurz bevor sie aufschlagen. Mit hohem Tempo lenkt Buck den Pteranodon den Lavafall hinauf, in dem die letzten vier Angreifer einschlagen. Sid hingegen, der sich bis dahin noch mit dem Sprung von einem treibenden Fels zum Nächsten retten konnte, ergibt sich mangels verbliebener Felsen in sein Schicksal und stürzt in die Tiefe. Doch zu seinem Glück wird er von dem anfliegenden Gespann aufgefangen, und so können sie, nach einem kleinen Einschlag in die Eisdecke, den Weg zurück zu Manni, Ellie und Diego antreten, wo sie vom glücklichen Ereignis, der Geburt von Peaches, erfahren.
Bevor sie den Dschungel verlassen können, kommt es zum großen Kampf mit Rudy. Während Ellie und Peaches zurückbleiben, helfen Manni, Sid und Diego Buck dabei, Rudy zu bekämpfen. Es gelingt ihnen, Rudy mit Lianen an Armen, Beinen und der Schnauze zu fesseln und ihn zu Fall zu bringen. Während die Herde flieht, erwacht Rudy. Sid bleibt vor Schreck an einer Liane hängen und zerreißt diese. Rudy reißt sich frei und geht auf Sid los, der nicht mehr rechtzeitig fliehen kann. Doch kurz bevor Rudy ihn schnappen kann, rettet ihn „Mama-Rex“ und stößt Rudy eine tiefe Schlucht hinunter, zum Leidwesen von Buck. Die Herde verlässt den Dschungel und Buck verschließt den Weg hinter ihnen. Es wird später gezeigt, wie Buck auf Rudy durch den Dschungel reitet.
Scrat, der immer noch seiner Nuss (einer Eichel) hinterherjagt, trifft auf ein resolutes weibliches Eichhörnchen, das Scratte genannt wird. Die beiden kämpfen während des gesamten Films um die Nuss, bis sie sich schließlich ineinander verlieben. Am Ende kommt Scrat zu seiner Nuss zurück, verliert sie durch ein Missgeschick jedoch wieder.

## Produktion und Veröffentlichung
Regie bei der Filmkomödie führten Carlos Saldanha und Michael Thurmeier, das Drehbuch schrieben Michael Berg, Peter Ackerman, Mike Reiss und Yoni Brenner. Der Film wurde von Blue Sky Studios für 20th Century Fox produziert. Im Film ist Lou Rawls’ You’ll Never Find Another Love Like Mine aus dem Jahr 1976 zu hören.
Deutschlandpremiere des Films war am 1. Juli 2009. Der Film erschien am 2. Dezember 2009 auf Bluray und DVD. Seit dem Verkaufsstart wurden bereits über 1.200.000 Blu-rays und DVDs in Deutschland verkauft.

## Rezeption
Der Film, der in den USA eher mäßig gut ankam, wurde vor allem in Europa ein großer Erfolg. Allein im deutschsprachigen Raum spielte der Film bisher umgerechnet über 119 Mio. und in Frankreich knapp 70 Mio. US-Dollar ein (Stand 10. Dezember 2009). Weitere Erfolgszahlen sind in Italien mit 43 Mio., Russland mit 44 Mio., Spanien mit 32 Mio. und im Vereinigten Königreich mit 57 Mio. US-Dollar zu verzeichnen. Obwohl der Film in den USA nur Platz 15 in der Rangliste der Animationsfilme kommt – und damit nur knapp über Ice Age 2 – Jetzt taut’s –, ist er bei einem Einspielergebnis von 888.805.671 US-Dollar, bei Kosten von ca. 90 Mio. Dollar, der dritterfolgreichste Animationsfilm hinter Toy Story 3 und Shrek 2. 
In der Liste der weltweit erfolgreichsten Filme aller Zeiten belegt Ice Age 3 – Die Dinosaurier sind los derzeit Platz 77 (Stand: 31. Dezember 2024).
Wenn man die Zahlen aus den USA nicht mitrechnete, würde der Film mit bisher 687.144.816 US-Dollar hinter Transformers 3 (771.356.453) und Der Herr der Ringe: Die Rückkehr des Königs (742.083.616) Platz 7 der erfolgreichsten Filme aller Zeiten einnehmen. In Deutschland ist er der erfolgreichste Animationsfilm aller Zeiten.

## Synchronisation
Die deutsche Synchronisation entstand nach einem Dialogbuch von Michael Nowka unter seiner Dialogregie im Auftrag der Berliner Synchron AG.
| Rolle            | Englischer Sprecher | Deutscher Sprecher |
| ---------------- | ------------------- | ------------------ |
| Sid              | John Leguizamo      | Otto Waalkes       |
| Manni            | Ray Romano          | Arne Elsholtz      |
| Diego            | Denis Leary         | Thomas Fritsch     |
| Ellie            | Queen Latifah       | Daniela Hoffmann   |
| Crash            | Seann William Scott | Rainer Fritzsche   |
| Eddie            | Josh Peck           | Julien Haggège     |
| Scrat            | Chris Wedge         | (Originalstimme)   |
| Scratte          | Karen Disher        | (Originalstimme)   |
| Buck             | Simon Pegg          | Michael Iwannek    |
| Rudy             | Frank Welker        | (Originalstimme)   |
| Erdferkel-Mutter | Maile Flanagan      | Debora Weigert     |
| Gazelle          | Bill Hader          | Gregory Theile     |

Ein kleiner Unterschied zur englischen Synchronisation ergibt sich in der Szene, in der Sid versucht, einen Dinosaurier mit Pflanzen zu fesseln. Der von Otto Waalkes gesprochene Text „Erst den Nippel durch die Lasche ziehn …“ ist eine Anspielung auf das Lied Der Nippel von Mike Krüger, die im Original nicht vorkommt.

## Roman zum Film
- Layla Rose: Ice Age 3: Die Dinosaurier sind los – Das große Buch zum Film. Panini Verlag, Modena Juni 2009, ISBN 978-3-8332-1917-7.